# زبان ترگامی
زبان ترگامی یا زبان گمبیری زبانی‌است که در میان مردمان ترگامی که در دو روستای گمبیر و کتر در بخش وته‌پور ولایت کنر کشور افغانستان می‌زیند رواج دارد. 
ترگامی زبانی هندوایرانی و از شاخهٔ نورستانی است. وبگاه اتنولوگ شمار گویشوران این زبان را در ۱۹۹۴ هزار تن برآورد نموده‌است. از لحاظ دایرهٔ واژگان این زبان ۷۶ تا ۸۰٪ درصد با زبان کالاشا-آلا -که گویشورانش در مجاورت ترگامی‌ها هستند- همسانی دارد.